# 基斯流月
| 基斯流月25日开始的光明节 |                                 |
| 月份                     | 9月（犹太教历） 3月（犹太国历） |
| 天数                     | 30（有时为29）                  |
| 季节                     | 秋季                            |
| 对应公历                 | 11－12月                        |

基斯流月（希伯来语：כִּסְלֵו, 现代  提比里亚 ），又作基色娄月，为犹太教历的九月、犹太国历的三月。基斯流月在常规年（kesidran）为30天，亏缺年（chaser）时则减至29天。该月相当于公历11、12月间。

## 节日
- 基斯流月25日－提别月2日：光明节（亏缺年时则于提别月3日结束）